# Архангельское (Залегощенский район)
Арха́нгельское — село, административный центр Октябрьского сельского поселения Залегощенского района Орловской области России.
До образования Залегощенского района входило в состав Новосильского уезда Тульской губернии.

## География
Располагается на равнинной местности по обеим сторонам автодороги Орёл — Залегощь в 11 км от районного центра Залегощи. В селе находится исток речки (ручья) Березовец (приток Неручи). Через село проходит железная дорога Орёл — Мармыжи.

## Название
Село получило название по храму во имя святого Михаила Архангела.

## История
Как село упоминается в 1749 году. Крестьяне были крепостными и принадлежали Новосильскому Свято-Духову монастырю. Каменная церковь с колокольней была построена в 1864 году. Приход состоял из самого села, деревни Калгановки и сельца: Благодатного (Котлы) и Дальновидовки (не сущ.). В 1915 году в селе насчитывалось 270 крестьянских дворов. Имелись мужская земская школа и женская церковно-приходская.

## Население
| 1859 | 1915  | 2002 | 2010 |
| ---- | ----- | ---- | ---- |
| 862  | ↗2115 | ↘502 | ↘379 |